# Brad Oleson
Bradley Scott « Brad » Oleson, né le 11 mars 1983 à Fairbanks en Alaska, est un joueur américain de basket-ball. Il possède également la nationalité espagnole depuis sa naturalisation en 2009. Il évolue durant sa carrière aux postes de meneur et d'arrière.

## Biographie
En Espagne depuis 2005, il en obtient la nationalité le 21 octobre 2009.
Oleson remporte le championnat d'Espagne en 2010 avec Caja Laboral.
Le 28 janvier 2013, Brad Oleson quitte Caja Laboral pour rejoindre le FC Barcelone. En juin 2014, Oleson remporte le championnat d'Espagne.
En mars 2015, Oleson prolonge son contrat avec le FC Barcelone jusqu'à la fin de la saison 2016-2017.
Sa ville d'origine de North Pole a instauré une célébration annuelle en son honneur, le "Brad Oleson Day" chaque 24 avril. 

## Palmarès

### En club
- Champion d'Espagne en 2010 et 2014
- Vainqueur de la Supercoupe d'Espagne en 2015

### Distinctions personnelles
- Révélation de la saison 2008-2009 du Championnat d'Espagne